# Ser bałtycki
Ser bałtycki – regionalny produkt kulinarny, charakterystyczny dla powiatu koszalińskiego, wpisany na polską listę produktów tradycyjnych 11 sierpnia 2017 (zgłaszającym była Spółdzielnia Mleczarska Mlekosz z Bobolic), jako 42 produkt z województwa zachodniopomorskiego.

## Historia
Spółdzielnia mleczarska działa w Bobolicach od 1949. Najpierw była przedsiębiorstwem samodzielnym, potem włączono ją do Spółdzielni Mleczarskiej w Koszalinie i przekształcono w serowarnię, a obecnie działa jako jedyna w powiecie koszalińskim. Ser bałtycki wytwarzany jest od roku 1972. W 1978 roku stał się głównym produktem bobolickiej serowarni. Produkowano go na podstawie Ogólnej instrukcji technologicznej produkcji serów podpuszczkowych nr 330/74, a także Instrukcji technologicznej Sera Bałtyckiego nr 2. Receptury te pozostają zasadniczo niezmienne do dziś.

## Właściwości
Jest to ser żółty, pełnotłusty, podpuszczkowy, produkowany z krowiego mleka pochodzącego od rodzimych dostawców. Dodaje się do niego podpuszczkę, sól i barwnik annato.
Ser ma kształt płaskiego bloku (waga 2,5–3,0 kg) o bokach lekko wypukłych i krawędziach lekko zaokrąglonych, na przekroju widoczne liczne drobne oka. Miąższ jest miękki, elastyczny, przy rozcieńczaniu miękko plastyczny. Smak jest łagodny, lekko kwaśny, ma delikatny posmak pasteryzacji. W blokach starszych wyczuwalna jest lekka pikantność.

## Nagroda
W 2016, w konkursie „Nasze Kulinarne Dziedzictwo – Smaki Regionów” (Poznań) przyznano serowi bałtyckiemu I nagrodę w kategorii produktów mlecznych, a w 2018, w tym samym konkursie, produkt zdobył nagrodę „Perły”.